# Ali Abdoli
Ali Abdoli (pers. ‏علی عبدلی‎) – irański zapaśnik w stylu wolnym. Srebro w mistrzostwach Azji w 1979 roku.